# Above (album, Mad Season)
Above je jediné studiové album americké rockové kapely Mad Season; vydáno bylo 14. března 1995 pod labelem Columbia Records . Above se dostalo nejvýše na 24. příčku žebříčku Billboard 200 a dostalo zlatou desku RIAA ve Spojených státech. Layne Staley (zpěvák) vytvořil kresbu na obálce alba.

## Pozadí
Mike McCready během nahrávání alba Vitalogy se skupinou Pearl Jam nastoupil do léčebny v Minneapolis kde on se setkal s Johnem Bakerem Saundersem, který se pak zanedlouho stal basistou v The Walkabouts. V roce 1994, když se oba vrátili do Seattlu, vytvořili vedlejší kapelu s bubeníkem ze Screaming Trees Barrettem Martinem. Trio okamžitě zorganizovalo zkoušky a začalo psát nový materiál. McCready posléze přivedl přítele a frontmana kapely Alice in Chains Layna Staleyho, aby doplnil sestavu. McCready doufal, že pomůže Stayleimu se závislostí, když bude v přítomnosti čistých a střízlivých muzikantů.

## Nahrávání
Album bylo nahráno v roce 1994 v Bad Animals Studio v Seattlu ve státě Washington. Kapela spolupracovala s producentem Brettem Eliasonem, který předtím pracoval s McCreadym jako zvukový inženýr Pearl Jam. Eliason nahrávku také mixoval.

## Seznam skladeb
|     | Název                   | Délka |
| --- | ----------------------- | ----- |
| 1.  | "Wake Up"               | 7:38  |
| 2.  | "X-Ray Mind"            | 5:12  |
| 3.  | "River of Deceit"       | 5:04  |
| 4.  | "I'm Above"             | 5:44  |
| 5.  | "Artificial Red"        | 6:16  |
| 6.  | "Lifeless Dead"         | 4:29  |
| 7.  | "I Don't Know Anything" | 5:01  |
| 8.  | "Long Gone Day"         | 4:52  |
| 9.  | "November Hotel"        | 7:08  |
| 10. | "All Alone"             | 4:12  |